# Tasikmalaya (regentschap)
Tasikmalaya is een regentschap in de provincie West-Java op het eiland Java. Tasikmalaya telde in 2015 1.736.000 inwoners op een oppervlakte van 2563 km².
Direct ten noorden van het regentschap Tasikmalaya ligt de gelijknamige stad Tasikmalaya.
Stadsgemeenten: Bandung · Banjar · Bekasi · Bogor · Cimahi · Cirebon · Depok · Sukabumi · Tasikmalaya

Regentschappen: Bandung · Bekasi · Bogor · Ciamis · Cianjur · Cirebon · Garut · Indramayu · Karawang · Kuningan · Majalengka · Pangandaran · Purwakarta · Subang · Sukabumi · Sumedang · Tasikmalaya · West-Bandung